# Баворівський замок
Баворівський замок — втрачена оборонна споруда у колишньому містечку Баворові (тепер село Тернопільського району Тернопільської області, Україна).

## Відомості
У 1540 році Баворів згадано як приватне містечко, яке мало оборонний замок. До нашого часу збереглися руїни мурів, фундамент замку та підземний хід. Був збудований за сприяння шляхтича Вацлава Бавора (пол. Wacław Bawor) — писаря польного коронного за часів короля Сигізмунда I Старого. Замок успадкував син Вацлава Миколай. У 1589 році замок витримав татарську облогу, татарська орда була повністю розгромлена у битві під стінами твердині.
У XVII столітті замок перебудований: після перебудови будівля стала прямокутною оборонною спорудою з дитинцем усередині. Житлові приміщення замку мали три поверхи. В одній із замкових будівель знаходилися ворота. По кутах будинку з воротами знаходилися дві круглі триповерхові оборонні вежі з купольним шатровим завершенням. Схожі вежі були з протилежного боку споруди.
На замчищі спорудили каплицю, яку 1747 року перебудували на костел святого Вацлава (зараз православна церква святого Івана Хрестителя). В каплиці поховані представники родини Баворовських. Замок зазнав руйнувань: під час Визвольної війни українців проти польсько-шляхетської окупації в 1648—1649 роках; значних — у 1672 році під час турецько-татарської навали на чолі із султаном Мехмедом. Наступними власниками Баворова та навколишніх земель стали Малецькі (пол. Małeccy). Близько 1800 року замок був покинутий і почав занепадати та руйнуватися.
Граф Віктор Баворовський у 1851 році викупив маєток у Баворові від Малецьких. Замок був непридатним для проживання, тому збудували новий палац. У палаці знаходилася велика колекція предметів мистецтва та багата бібліотека. У 1894 році В. Баворовський покінчив життя самогубством — замок, ймовірно, перейшов у власність іноземців. У міжвоєнний період замок належав, поміж іншими, родині Астанів (пол. Astanowie).
Від замку залишилися пивниці (зарослий пагорб), рештки фундаменту, залишки мурів та підземний хід, який не вдалося відшукати.